# Сауэ (волость)
Са́уэ (эст. Saue vald) — бывшая волость на северо-западе Эстонии в уезде Харьюмаа. Административный центр — посёлок Лаагри. Старейшиной волости был Андрес Лайск.

## География

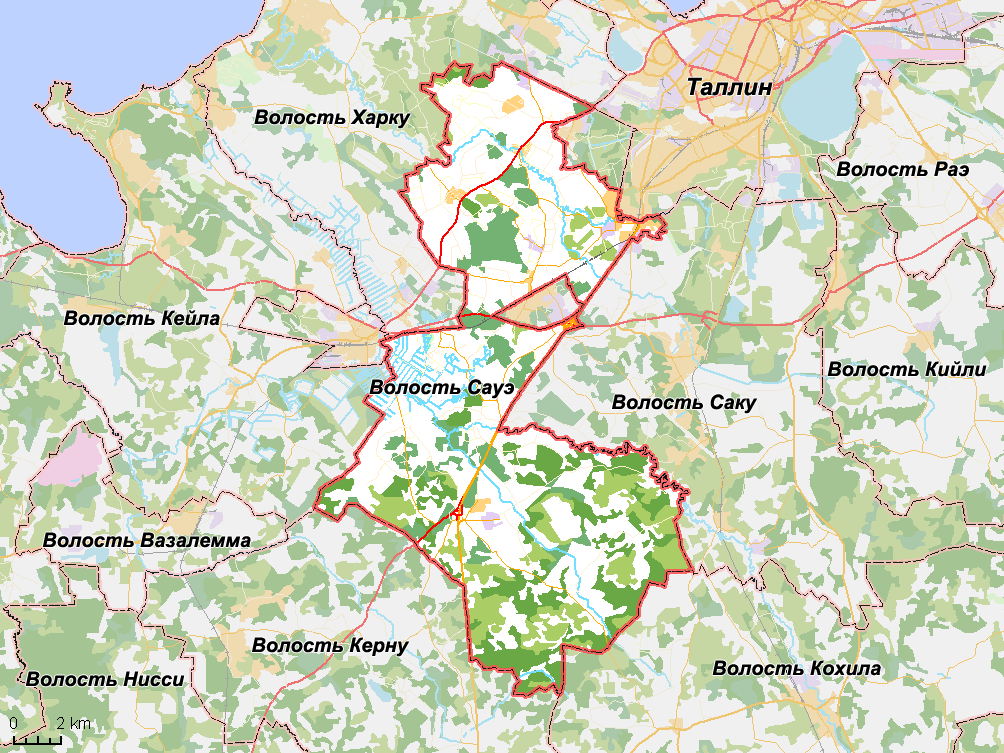
Карта волости Сауэ

Волость расположена на западном участке Харьюского плато. Южная часть волости покрыта лесом, северная широко используется в сельскохозяйственных целях. Наиболее крупные реки, протекающие через Сауэ — Кейла и Вяэна. На территории деревень Тагаметса и Пяринурме находится большое болото Вахару.
Через волость проходит железная дорога Таллин — Кейла и европейский автомобильный маршрут Е67.

## История
В 1219 году датские монахи проводили крещение местного населения и перепись земель. Собранные ими данные были изданы в датской поземельной книге и являются первыми письменными источниками о деревнях на территории современной волости Сауэ. Мыза Сауэ впервые упоминается в 1548 году. Карта земель, относящихся к мызе, была составлена в 1693 году.
В 1834 году, во время Эстляндской губернии, на основе земель мызы Сауэ была создана волость. В то время мыза называлась Фридрихгоф (нем. Friedfrichhof ) по имени её владельца Фридриха Германа фон Ферзена. Волость получила название «Фридрихгофская». Изначально волость включала только земли одной мызы, но в результате реформы 1889 года была объединена с волостями, образованными вокруг соседних мыз — Саку, Яльгимяэ, Юкснурме, Ванамыйза, Йыгисоо, Коппельма, Вооре, Ээсмяэ, Валингу и Туула. В территорию волости входили земли современного таллинского района Нымме, вплоть до замка Глена. Нымме получил статус самостоятельного города в 1917 году.
Первое волостное собрание в независимой Эстонии состоялось 12 сентября 1918 года. В том же году из состава волости вышли деревни Валингу и Туула и вошли в состав волости Кейла. 28 мая 1921 из состава Сауэ вышла волость Саку. В ходе изменения границ волостей в 1939 году, к волости были присоединены деревни Юулику и Каземетса из волости Саку, деревня Пырса из волости Хагери и сельское поселение Аллику из волости Харку.
После прихода советской власти, на основе волости Сауэ было создано три сельсовета — совет Сауэ (Юкснурме, Нурме, Ванамыйза, Сауэвялья, Сауэ, Рахула, Мяэ, Пиири, Метсанурме), совет Йыгисоо (Йыгисоо, Коппельмаа, Вооре, Ээсмяэ), совет Пяэскюла (Пяэскюла, Яльгимяэ, Тянассильма). В 1954 году сельсоветы были объединены.
21 мая 1960 года на землях мызы Сауэ и деревень Суэвялья, Сауэ и Ванамыйза был основан поселок Сауэ, который в 1993 году получил право города. 21 ноября 1991 года сельсовет Сауэ прекратил своё существование и была образована волость Сауэ.

## Административное деление

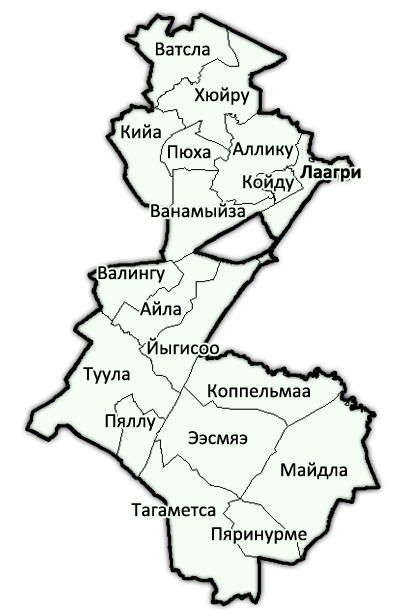
Административное деление волости Сауэ

В составе волости 1 посёлок и 17 деревень.
- Поселок: Лаагри
- Деревни: Айла, Аллику, Валингу, Ванамыйза, Ватсла, Йыгисоо, Кийа, Койду, Коппельмаа, Майдла, Пюха, Пяллу, Тагаметса, Туула, Пяринурме, Хюйру, Ээсмяэ.

## Население
На 1 января 2014 года население волости составляло 10 745 человек. Мужчин среди них 49 %. Наибольшая часть жителей волости проживает в северо-восточной и центральной части волости, возле границ с Таллином и городом Сауэ. В поселке Лаагри проживает больше половины всего населения. В южной же части волости плотность населения в среднем — 5-10 жителей на км².
| 2000 | 2001   | 2002   | 2003   | 2004   | 2005   | 2006   | 2007   | 2008   | 2009   | 2010   | 2011   | 2012    | 2013    | 2014    |
| ---- | ------ | ------ | ------ | ------ | ------ | ------ | ------ | ------ | ------ | ------ | ------ | ------- | ------- | ------- |
| 7306 | ↗ 7375 | ↗ 7485 | ↗ 7761 | ↗ 7829 | ↗ 8042 | ↗ 8231 | ↗ 8508 | ↗ 8940 | ↗ 9244 | ↗ 9492 | ↗ 9953 | ↗ 10932 | ↘ 10836 | ↘ 10745 |